# Сін'ань
25°37′00″ пн. ш. 110°40′00″ сх. д. / 25.616666666667° пн. ш. 110.66666666667° сх. д.
Сін'ань (кит. 兴安县, пін. Xīng'ān Xiàn) — один із повітів КНР у складі префектури Гуйлінь, Гуансі-Чжуанський автономний район. Адміністративний центр — містечко Сін'ань.

## Географія
Сін'ань лежить на висоті близько 225 метрів над рівнем моря на північному сході провінції.

### Клімат
Повіт знаходиться у зоні, котра характеризується вологим субтропічним кліматом. Найтепліший місяць — липень із середньою температурою 27,6 °C. Найхолодніший місяць — січень, із середньою температурою 6,7 °С.
| Клімат повіту Сін'ань   | Клімат повіту Сін'ань | Клімат повіту Сін'ань | Клімат повіту Сін'ань | Клімат повіту Сін'ань | Клімат повіту Сін'ань | Клімат повіту Сін'ань | Клімат повіту Сін'ань | Клімат повіту Сін'ань | Клімат повіту Сін'ань | Клімат повіту Сін'ань | Клімат повіту Сін'ань | Клімат повіту Сін'ань | Клімат повіту Сін'ань |
| Показник                | Січ.                  | Лют.                  | Бер.                  | Квіт.                 | Трав.                 | Черв.                 | Лип.                  | Серп.                 | Вер.                  | Жовт.                 | Лист.                 | Груд.                 | Рік                   |
| Середній максимум, °C   | 10,2                  | 12,1                  | 15,9                  | 22,4                  | 26,9                  | 29,9                  | 32,3                  | 32,5                  | 29,5                  | 24,7                  | 19,2                  | 13,7                  | 22,4                  |
| Середня температура, °C | 6,7                   | 8,6                   | 12,2                  | 18,2                  | 22,5                  | 25,7                  | 27,6                  | 27,5                  | 24,5                  | 19,8                  | 14,3                  | 9                     | 18,1                  |
| Середній мінімум, °C    | 4,2                   | 6,2                   | 9,5                   | 15,1                  | 19,3                  | 22,7                  | 24,3                  | 24                    | 20,9                  | 16,1                  | 10,7                  | 5,6                   | 14,9                  |
| Норма опадів, мм        | 84.3                  | 122.2                 | 163.7                 | 218.1                 | 342.3                 | 334.1                 | 199.7                 | 139.2                 | 63.1                  | 75.1                  | 81.9                  | 52.8                  | 1876.5                |
| Вологість повітря, %    | 79                    | 81                    | 82                    | 82                    | 82                    | 84                    | 81                    | 79                    | 77                    | 74                    | 73                    | 72                    | 78.8                  |
| ----------------------- | --------------------- | --------------------- | --------------------- | --------------------- | --------------------- | --------------------- | --------------------- | --------------------- | --------------------- | --------------------- | --------------------- | --------------------- | --------------------- |
| Джерело: data.cma.cn    |                       |                       |                       |                       |                       |                       |                       |                       |                       |                       |                       |                       |                       |